# Argentino Galván
Argentino Liborio Galván (Chivilcoy, provincia de Buenos Aires, Argentina, 13 de julio de 1913 – Buenos Aires, Argentina, 8 de noviembre de 1960 ) fue un violinista, arreglista, director de orquesta y compositor dedicado al género del tango.
Desde niño estuvo en contacto con la música pues su casa era visitada por músicos y cantores de los que su padre, un guitarrista orejero y no mal payador, era amigo. En Chivilcoy, una ciudad de la provincia de Buenos Aires situada a 170 kilómetros de la ciudad de Buenos Aires, cursó la escuela primaria y durante cinco años estudió violín con la profesora María Luisa Reyes.

## Radicación en Buenos Aires
En 1931 organizó su primer sexteto en el que participa Raúl, su hermano menor. A mediados de ese año el sexteto formado con Osvaldo Pugliese en el piano, Alfredo Gobbi y Enrique Cantore en los violines, Alfredo De Franco y Carlos Angelotti en bandoneones y José Díaz en contrabajo, recientemente creado, actuó en Chivilcoy y cuando Gobbi y Cantore escucharon a Galván tocar el violín lo alentaron para que viajara a Buenos Aires.
Hacia el fin de 1933, Galván preparó un trío de guitarras para que lo acompañaran en unos solos de violín y, más adelante, agregó al cantor Carlos Claudel (Carlos Devenutto), que más tarde, en Buenos Aires, cantó con el conjunto de José Luis Padula. Con este trío mostró algunas ideas completamente originales, muy similares a las que luego usó Charlo en sus acompañamientos con guitarras.
En 1934 además de algunas presentaciones en Buenos Aires compuso el estilo criollo titulado Jubileo a Don Prudencio, dedicado a un viejo vecino Prudencio Moras. En agosto de 1935 hizo una última actuación local con su conjunto y partió a Buenos Aires para probar suerte con su violín y en una pensión famosa en el ambiente ubicada en la calle Salta, la Pensión La Alegría, convivió con músicos llegados con igual fin desde las provincias. Claudel lo presentó a José Luis Padula, hizo breves actuaciones en la orquesta de Alberto De Caro, también con Enrique Delfino por Radio Splendid, trabajó con los conjuntos de Juan Canaro, de Florindo Sassone y, en 1937, como primer violín de la línea que completaban José Paz y Carlos Aiello en la orquesta de Miguél Caló.
Dice el estudioso Luis Adolfo Sierra sobre esa etapa de la vida de Galván:

«Fue entonces que la orquesta de Caló tuvo un momento excepcional, cuando Galván tomó a su cargo los arreglos instrumentales de la misma. Entre las innovaciones interpretativas surgió el llamado virtuosismo violinístico en el tango. Predominaba hasta entonces la forma clásica de cantar las melodías, expuestas por Agesilao Ferrazzano, Cayetano Puglisi, Julio De Caro, Manlio Francia y Elvino Vardaro. Pero con Raúl Kaplún como primer violín de Caló, Galván explotó las notables aptitudes técnicas de aquel, escribiéndole pasajes solistas con dificultades tales que exigían al máximo su destreza. El virtuosismo en el violín, cuyo precursor fuera Antonio Rodio y que Kaplún exaltara gracias a Galván, se continuó en Enrique Mario Francini y en Szymsia Bajour».

## Labor en orquestas
Pasó por las orquestas de Florindo Sassone, de José Luis Padula, de Miguel Caló y, finalmente, por el conjunto de Enrique Delfino en tanto al mismo tiempo dirigía la formación que acompañaba a Roberto Maida en lugares nocturnos. La misma labor de acompañamiento la realizó respecto de otros cantores de primera línea como Eduardo Adrián, Oscar Alonso, Raúl Berón, Jorge Casal, María de la Fuente, Horacio Deval, Carmen Duval, Oscar Fuentes, Ranko Fujisawa, Agustín Irusta<, Virginia Luque, Roberto Quiroga, Jorge Vidal, y otros artistas destacados.
En 1948, se presentó en Radio El Mundo dirigiendo una orquesta de 35 músicos y en la primera mitad de la década de 1950 realizó la banda sonora de algunas películas argentinas. En 1956, dirigió la orquestación del Ballet Folklórico Argentino de Santiago Ayala, El Chúcaro y por la misma época ensayó el agregado de la voz femenina sin palabras, que se adapta y enriquece a la masa orquestal, prueba que realizó con la voz de Ana María Pons.
En 1958, formó como director y arreglista lo que constituyó un verdadero conjunto de cámara: Los Astros del Tango. Con marcado predominio de cuerdas, estaba integrado por Elvino Vardaro, Enrique Francini, Mario Lalli, José Bragato, Julio Ahumada, Jaime Gosis y Rafael del Bagno, con el agregado en algunas versiones del violín de Szymsia Bajour y el contrabajo de Italo Bessa. Debutaron en octubre en Radio Splendid y en tres oportunidades –dos autores por disco- grabaron tangos de Agustín Bardi, Alfredo Arolas, Enrique Delfino, Anselmo Aieta, Julio De Caro y Juan Carlos Cobián, en el sello Music Hall. Galván escribió todos los arreglos para el septeto.
En 1960, grabó el disco La Historia de la Orquesta Típica,  subtítulado El Tango en su Evolución Instrumental, que va desde Don Juan por un trío de guitarra, flauta y violín, hasta llegar a Piazzolla. Los principales instrumentistas de la época recreaban allí a los homenajeados, según el criterio de Galván.
En marzo de 1960, dirigió en el Teatro Ópera la Orquesta Gigante del Tango, actuando. En el mes de agosto empieza a prepararse para una gira por Japón donde pensaba presentarse con músicos argentinos y japoneses y ya había compuesto para la ocasión un tango titulado Sayonara, pero falleció el 8 de noviembre de ese año.

## Arreglista
Fue uno de los arreglistas más importantes dentro del género, con infinidad de intervenciones en los temas de diversas orquestas de primera línea. El propio Galván decía en 1960 que «Se puede ejecutar admirablemente un instrumento sin saber música, pero si no se tienen profundos conocimientos musicales, no se puede hacer un arreglo».
La década de 1940 vio surgir un gran número de directores jóvenes y capacitados que se agregan a los que ya actuaban y se hizo necesario el aporte del profesional cuya especialización profesional sea plasmar en el pentagrama las pretensiones de evolución, y así creció en importancia la figura del arreglador e instrumentador, que contribuye a armonizar y pulir los estilos interpretativos de los conjuntos.
Antes de Galván ya hacían esa labor músicos como Julio y Francisco De Caro, Alejandro Gutiérrez del Barrio, Julio Perceval y Julio Rosemberg, entre otros, y de su generación fue importante el aporte de Héctor María Artola para varias formaciones.
Cuando en julio de 1944 se retiró Astor Piazzolla que hacía los arreglos en la orquesta de Aníbal Troilo, el director convocó a Galván para que realizara la mayor parte de los arreglos para su formación. Fue en ese lugar donde bajo la vigilancia de Troilo que no titubeaba en intervenir cuando pensaba que el arreglo no se ajustaba a su forma de sentir el tango y su orquesta, que Galván plasmó una obra muy importante para el tango.
Al debutar Troilo en Radio El Mundo en 1940, el primer trabajo de Galván fue el tango de Osvaldo Fresedo, Pimienta. Por su parte, para Pichuco el arreglo más importante de Galván fue sobre Recuerdos de bohemia, donde este denota su predilección por Claude Debussy y que para su época -1945- significó una revolución.
Esta labor de arreglista la hizo incluso para conjuntos que practicaban otros géneros como los de Efraín Orozco o Eugenio Nóbile. En un momento estaba componiendo arreglos para las orquestas de Osvaldo Pugliese (Adiós Bardi y La beba), Francini-Pontier (Tigre viejo), Osvaldo Fresedo (El día de tu ausencia), José Basso (Rosicler).
Entre sus versiones como de arreglista-orquestador, se han destacado la de los tangos "Adiós" de Osvaldo Pugliese, grabado por la orquesta de su autor el 17 de octubre de 1944 y la de ‘’Me están sobrando las penas’’, compuesto por Galván con José Basso y Carlos Bahr,  registrado por Aníbal Troilo con la voz de Alberto Marino el 1 de agosto de 1944.
Otros arreglos que destacan los críticos fueron los de  Selección de tangos de Julio De Caro (1949), en la que De Caro está presente, a pesar de estar abreviados sus temas, cortados, variados y reordenados, el tango Sur en 1948 y el vals Palomita blanca, para el dúo Alberto Marino-Floreal Ruíz.. En este último la melodía del estribillo al ser ejecutado por segunda vez se cambia de modo –de mayor a menor–, para mezclarse con la melodía de La Vidalita, de modo que después de ejecutar las dos partes del vals la orquesta, se produce una abrupta modulación a un tono lejano, para dar la entrada a las voces de los cantores.
En 1953, promovió la creación de la Sociedad Argentina de Orquestadores y Arregladores con músicos que pretendían el reconocimiento de su trabajo promoviendo la reforma de los estatutos de la Sociedad Argentina de Autores y Compositores (SADAIC) y pidiendo la mención del nombre del arreglador en la etiqueta de los discos y en las ediciones impresas, pero el intento fue frustrado por la oposición de las empresas grabadoras y de los directores de orquesta.

## Compositor
Entre sus obras iniciales se cuentan el vals Madre mía y el tango Mariposa, con letra de Ramón Giachetta, otro vecino del pueblo, pieza que integró el repertorio de Osvaldo Fresedo, aunque sin llegar a grabarse.
Entre las obras musicales de su autoría se recuerda especialmente a El día de tu ausencia, con letra de Manuel Arcos; Me están sobrando las penas, en colaboración con José Basso y Carlos Bahr; Cafetín y Esta noche estoy de tangos, ambos con letra de Homero Expósito y Nuestra cita, con Agustín Delamónica.

## Otros géneros
Incursionó en el jazz formando parte de varios conjuntos, el más importante de los cuales fue la Brighton Jazz, cuya dirección compartió con Elvino Vardaro, en su honor y para su lucimiento Galván compuso Violinomanía.

## Opiniones de Argentino Galván
Galván opinó sobre la música que practicaba:

«Ante todo no creo en el tango moderno, creo en el tango simple y sencillo. En cambio, creo sí, en la orquesta moderna. Y ésta es la que no se conforma con repetir siempre lo mismo, con monotonía y falta de impulso creativo, si no que busca nuevos timbres que van a enriquecer y modernizar el tango sin desvirtuarlo».

«No puede haber tango sinfónico ni orquesta sinfónica de tango, sencillamente porque no existen piezas sinfónicas en el campo del tango. Aunque no me niego a ver un sutil cambio a través del tiempo en la riqueza musical del tango, que proviene, en mi opinión, del decisivo progreso en la orquestación».

«El tango admite perfectamente la incorporación de nuevos timbres instrumentales, especialmente las maderas, la flauta (ya familiar), el clarinete, el oboe, el fagot y algún metal como el corno. Además la percusión, de cuyo concurso no puede prescindirse. Todo esto sin desplazamientos de las cuerdas y el bandoneón que es la voz instrumental del tango».

«Sin saber música se puede ejecutar admirablemente un instrumento musical, pero es imposible ser arreglador si no se tiene profundos conocimientos musicales».

## Valoración
Galván explotó las posibilidades de orquestación, tomando a veces al septeto como una orquesta reducida y, en ocasiones, enfrentando, un poco a la manera del concerto grosso barroco, un trío de tango (bandoneón, piano y contrabajo) a un cuarteto de cuerdas.
Dice Alejo de los Reyes que Argentino Galván tenía acentuada preferencia por los instrumentos de cuerda. En el período que hizo sus arreglos, desde fines de la década de 1930 hasta su fallecimiento, en las orquestas típicas se incrementó el número de violines en mayor proporción a los bandoneones y algunas –como las de Troilo, Salgán, Francini-Pontier y Fresedo entre otras- incorporaron un chelo, además de la viola, que se agregan al contrabajo, ya presente en la orquesta típica desde sus comienzos.
Su arreglo de Recuerdos de bohemia, para la orquesta de Troilo y con Alberto Marino como cantante duraba más de cinco minutos en la grabación de 1945 y concebido casi como una fantasía, presentaba como novedades la introducción del chelo y el preciosismo de la escritura orquestal en su largo desarrollo instrumental, ratificando que Argentino Galván hacía de cada tango una pequeña pieza orquestal.

## Filmografía
Música
- Marido de ocasión (1952)
- Captura recomendada  (1950) con el bolero Tú sigues tu camino
- Los Pérez García  (1950)

Dirección musical
- Reportaje a un cadáver  (1955)